# 山田一雄 (競馬評論家)
山田 一雄（やまだ かずお、1927年 - 2016年1月28日）は、日本の競馬評論家。元競馬ブック専属。

## 生涯
競馬ブック創立時より在籍し、トラックマンを経て、同紙の専属評論家として新聞、雑誌に寄稿する他、KBS京都ラジオ（冠番組「山田一雄の競馬展望」をG1レース当該週、並びにG1に直結するレースの開催週放送）、ラジオ関西の競馬中継の解説に携わる。毎日放送のアナウンサーからは「山田御大」と呼ばれている。1970年代には、KBS京都テレビの競馬中継に出演していた。また、2005年末まではMBSラジオでも解説に携わっていた。
2016年1月28日、病気のため逝去。享年88。